# Snow Dogs
Snow Dogs (bra: Neve pra Cachorro; prt: Herança Canina) é um filme canado-norte-americano de 2002, dos gêneros aventura e comédia, dirigido por Brian Levant e estrelado por Cuba Gooding Jr. e James Coburn.
O longa foi lançado nos Estados Unidos no dia 18 de janeiro de 2002 pela Walt Disney Pictures. O filme foi inspirado pelo livro Winterdance: The Fine Madness of Running the Iditarod escrito por Gary Paulsen.

## Sinopse
Quando o dentista de Miami Ted Brooks (Cuba Gooding Jr.) descobre que sua mãe biológica faleceu e que ele foi nomeado na sua herança, ele viaja para o Alasca para reivindica-la. Mas ao invés de receber uma grande quantia em dinheiro como esperava, Ted ganha de sua falecida mãe seus cães bagunceiros e a sua velha propriedade. Apesar do cães mostrarem que não gostam de Ted, ele decide mante-los e entrar na corrida local, o Desafio Ártico, competindo contra um homem que quer seus cães. O que se segue é uma aventura e comédia com Ted aprendendo a se adaptar ao frio do Alasca e aos seus novos cães esquiadores.

## Elenco

### Humanos
- Cuba Gooding Jr. como Dr. Theodore "Ted" Brooks
- Joanna Bacalso como Barb
- James Coburn como James "Thunder Jack" Johnson
- Sisqó como Dr. Rupert Brooks
- Nichelle Nichols como Amelia Brooks
- Christopher Judge como Dr. Brooks
- Michael Bolton como Ele mesmo
- M. Emmet Walsh como George
- Brian Doyle-Murray como Ernie
- Graham Greene como Peter Yellowbear
- Jean Michel Paré como Olivier
- Frank C. Turner como Neely
- Ron Small como Arthur
- Alison Matthews como telerrepórter
- Jascha Washington como jovem Ted
- Linda Dahling como Sra. Yepremian
- Danelle Folta como patinador com cachorro
- Angela Moore como Lucy
- Jim Belushi como voz de Demon
- Jane Sibbett como voz de Nana

## Recepção
O filme recebeu em geral análises negativas dos críticos, com uma pontuação de 24% no site Rotten Tomatoes baseada em 80 análises.  Ele foi no entanto bem sucedido financeiramente, arrecadando um total de $115 milhões mundialmente contra um orçamento de $35 milhões.

## Prêmios
John Debney ganhou um premio da ASCAP em 2003 pela trilha sonora.